# Vito Rallo
Vito Rallo (né le 30 mai 1953) est un prélat italien de l'Église catholique, qui a travaillé au service diplomatique du Saint-Siège. Il est nonce apostolique au Maroc (en) de 2015 à 2023 et, auparavant, nonce apostolique au Burkina Faso (en) de 2007 à 2015.

## Biographie
Vito Rallo est né à Mazara del Vallo, Trapani, le 30 mai 1953. Il est ordonné prêtre du diocèse de Mazara del Vallo le 1er avril 1979. Il est diplômé en droit civil et en droit canonique

## Carrière diplomatique
En 1986, il entre à l'Académie pontificale ecclésiastique et il entre au service diplomatique du Saint-Siège le 20 février 1988. Ses affectations l'ont conduit au Sénégal, au Mexique (en), au Canada, au Liban (en) et en Espagne
Le 27 janvier 2004, le pape Jean-Paul II le nomme envoyé spécial et observateur permanent du Saint-Siège auprès du Conseil de l'Europe à Strasbourg.
Le 12 juin 2007, le pape Benoît XVI le nomme nonce apostolique au Burkina Faso (en) et au Niger (en) et archevêque titulaire d'Alba (de). Le 20 octobre, il reçoit sa consécration épiscopale à Mazara del Vallo des mains du cardinal Tarcisio Bertone avec comme co-consécrateurs Domenico Mogavero (it) et Séraphin François Rouamba (en). Il met fin à ces fonctions en janvier 2015 « pour des raisons de santé inexpliquées ».
Le 12 décembre 2015, le pape François le nomme nonce apostolique au Maroc (en).
Le 30 juin 2023, le pape François accepte sa démission.

## Succession apostolique
Vito Rallo a ordonné les évêques suivants :
- Archevêque Gabriel Sayaogo (2011)
- Évêque Ollo Modeste Kambou (2012)